# 한스 라이저
한스 토마스 라이저(Hans Thomas Reiser, 1963년 12월 19일)는 미국의 컴퓨터 프로그래머, 기업가이자 살인자이다. 2006년 9월에 실종된 아내였던 니나 라이저(Nina Reiser)를 살해한 혐의로 2008년 4월에 1급 살인으로 유죄를 판결받았다. 부부가 거주했던 집 근처에 얕게 판 곳에 매장했던 시신의 위치를 공개하는 등의 사법거래를 통하여 2급 살인으로 감형되었다.
수감 이전에는 리눅스 커널에 탑재된 ReiserFS 파일 시스템을 개발했다. 2004년에는 네임시스(Namesys)를 창립하여 ReiserFS 및 그 후속작으로 계획된 Reiser4 개발을 주관했다. ReiserFS와 Reiser4는 2025년에 리눅스 커널에서 삭제될 예정이다.